# Брезово Поље (Глина)
Брезово Поље је насељено мјесто на подручју града Глине, у Банији, Република Хрватска. Село је постојало у континуитету око 300 година до августа 1995. године, када је скоро цјелокупно становништво протјерано.

## Историја
Брезово Поље се од распада Југославије до августа 1995. године налазило у Републици Српској Крајини.

## Становништво
На попису становништва 2011. године, Брезово Поље је имало само 24 становника.
| Националност       | 1991. | 1981. | 1971. | 1961. |
| Срби               | 288   | 341   | 415   | 475   |
| Југословени        | 6     | 2     | 3     |       |
| Хрвати             | 1     | 2     | 1     | 3     |
| остали и непознато | 1     |       |       |       |
| Укупно             | 296   | 345   | 419   | 478   |

| Демографија | Демографија | Демографија |
| Година      | Становника  | Становника  |
| ----------- | ----------- | ----------- |
| 1961.       | 478         |             |
| 1971.       | 419         |             |
| 1981.       | 345         |             |
| 1991.       | 296         |             |
| 2001.       | 35          |             |
| 2011.       | 24          |             |

## Презимена
| - Бирач — Православци - Бркић — Православци - Грива — Православци - Косијер — Православци - Литра — Православци - Марић — Православци - Метикош — Православци - Миљевић — Православци | - Париповић — Православци - Пауновић — Православци - Петровић — Православци - Радановић — Православци - Сладојевић — Православци - Товарлажа — Православци - Утјешеновић — Православци - Шикања — Православци - Шукунда — Православци |

## Знамените личности
- Драган Петровић, српски пјевач и музичар, оснивач и вођа крајишких група Звуци Баније и Момци са Баније.